# Nationalkonventet
 Der er for få eller ingen kildehenvisninger i denne artikel, hvilket er et problem. Du kan hjælpe ved at angive troværdige kilder til de påstande, som fremføres i artiklen.

Nationalkonventet var Frankrigs herskende lovgivende folkeforsamling i perioden under den Franske Revolution. Nationalkonventet fungerede fra den 21. september 1792 til 26. oktober 1795, hvor det blev afløst af Direktoriet. Nationalkonventet betegnede den officielle begyndelse på den Første franske republik. Mange af medlemmerne af Nationalkonventet var opdelt i forskellige partier, jakobinerne, girondinerne og Montagnarderne. 
Montagnarderne (afledt af "la montagne", bjerget) var opkaldt efter deres siddepladser øverst på de bagerste rækker i salen, ligeledes den store gruppe "sletten", som sad i midten og udgjorde flertallet. Disse sidste var som oftest moderate, men blev igennem hele perioden kuet af de mere radikale elementer.
Nationalkonventet ledte retssagen mod Ludvig 16. af Frankrig (Louis XVI) og afsagde dødsdommen over den tidligere franske konge. 

## Konventets formænd
Præsidenterne for Nationalkonventet sad kun få uger ad gangen.
- 18. oktober–1. november 1792: Marguerite-Élie Guadet var et af de første medlemmer af Girondinerne.
- 15.–29. november 1792: Henri Grégoire var abbed.
- 10.– 24. januar 1793: Pierre-Victurnien Vergniaud var et af de første medlemmer af Girondinerne.
- 24. januar 1793 – 7. februar 1793: Jean-Paul Rabaut, de Rabaut Saint-Étienne udgav La Feuille villageoise ("Landsbybladet") sammen med Philippe-Antoine Grouvelle (ambassadør i Danmark-Norge i 1793 – 1799).
- 7.– 21 marts 1793: Armand Gensonné var et af de første medlemmer af Girondinerne.
- 16.–30. maj 1793: Maximin Isnard var girondiner fra Marseille.
- 25. juli – 8. august 1793: Georges-Jacques Danton (1759–1794) var længe toneangivende under revolutionen, blev henrettet 5. april 1794.
- 22. august – 5. september 1793: Maximilien Robespierre (1758–1794) var leder af Frankrig under Terrorregimet, blev henrettet den 28. juli 1794.
- 21. november–6. december 1793: Gilbert Romme var medlem af La Montagne (Bjerget), dødsdømt i maj–juni 1795, begik selvmord.
- 5.–20. januar 1794: Jacques-Louis David (1748–1825), kunstmaler, dødsdømt, men reddet af amnestien 26. oktober 1795.
- 5.–20. maj 1794: Lazare Carnot (1753–1823).
- 4.–19. juni 1794: Maximilien Robespierre (2. gang).
- 4.–19. februar 1795: Paul Jean Barras (1755–1829) var leder af Direktoriet og dermed den franske regering i 1795–l799.
- 20. april – 5. maj 1795: Emmanuel-Joseph Sieyès (1748–1836) var abbed og én af hovedmændene bag bodhuseden under revolutionen i 1789, medlem af Konsulatet, landsforvist 1815–1830.